# شارل سوريه
شارل سَوريه (بالفرنسية: Charles Sauria)‏ هو كيميائي فرنسي عاش في القرن التاسع عشر في الفترة ما بين 25 أبريل (نيسان) 1812 – 22 أغسطس (آب) 1895. ينسب إلى شارل سوريه أنه كان أول من اخترع عيدان الثقاب ذات رؤوس حاوية على عنصر الفوسفور وذلك حوالي سنة 1830.
كانت رؤوس عيدان الثقاب التي اخترعها سوريه مصنوعة من كلورات البوتاسيوم وكبريت بالإضافة إلى الفوسفور؛ وفي النهاية أضاف عليها الصمغ العربي ليجعلها كتلة واحدة. قام نيلكوليت، وهو أستاذ شارل، بتسويق الفكرة إلى الصناعي الألماني فريدريش كامرر  الذي أصدر براءة اختراع لها وساهم في انتشارها على مستوى صناعي.